# Одеське культурно-освітнє училище
Одеське культурно-освітнє училище (1939 — 1997) — середній спеціальний навчальний заклад міста Одеси.

## Історична довідка
У 1939 році на базі Політпросвітшколи був заснований Одеський технікум  політичної просвіти.
В 1946 році Технікум політпросвіти був перейменований на Одеський технікум культурно-освітніх працівників.
У 1961 році рішенням Міністерства культури УРСР технікум був перейменований в Одеське культурно-освітнє училище з двома відділеннями: бібліотечним та клубним, яке готувало організаторів культурно-масової роботи. З 1962 року в училищі стало працювати хореографічне відділення, а з 1975 року — відділення народного хорового співу.
В 1990 році рішенням Міністерства культури УРСР училище було перейменовано в Одеське училище культури, але мешканці міста використовували стару назву.
У 1997 році відбулася реорганізація закладів культури Одеси. Частина  розформованого Одеського училища культури була приєднана до Одеського художньо-театрального училища імені М. Б. Грекова, створеного на базі Театрально-художнього училища  та Художнього училища імені М. Б. Грекова, а хореографічне відділення та відділення хорового співу були об'єднані з Одеським музичним училищем імені К. Ф. Данькевича під назвою Одеське училище мистецтв і культури імені К. Ф. Данькевича.

## Випускники
Серед випускників Одеського культурно-освітнього училища: завідувач бібліотеки № 1 м. Арциз О. Марценюк  , письменник, режисер і культуролог І. Рудяк,   хореограф з м. Ізмаїл Г. Смирнова ,  акторка Одеського театру юного глядача                       О. Шаврук та інші.

## Відомі викладачі
В училищі працювали: заслужений артист УРСР, театральний діяч, режисер  М. Зайцев, заслужений діяч мистецтв України, композитор, баяніст В. Власов, композитор, баяніст В. Дикусаров, народний артист РРФСР, режисер Н. Орлов.